# José Mambwini Kivuila-Kiaku
 (juillet 2025).
José Mambwini Kivuila-Kiaku, né le 26 mars 1956 à Kinshasa (République Démocratique du Congo) est un professeur de littérature latine et chef du département des Lettres et Civilisation Latines de l’Université pédagogique nationale (UPN) de Kinshasa.
Expert reconnu de l'œuvre de Tacite, il a consacré de nombreux travaux à l'étude de l'évolution des idées politiques, philosophiques et religieuses à Rome sous la période de l'Empire. Ses analyses approfondies ont enrichi notre compréhension de cette période charnière de l'histoire romaine.

## Jeunesse et études
Originaire de Kilau, un village du Kongo Central célèbre pour ses chutes de Zongo, il voit le jour à Kinshasa en 1956. Titulaire d'une licence en langues et littératures latines obtenues à l'université de Lubumbashi dans la province du Katanga (1976-1981), il est également héritier d'un droit foncier coutumier dans le territoire de Mbanza-Ngungu.
Puis fuyant la dictature du régime de Mobutu, José Mambwini Kivuila-Kiaku s’exile en France en 1987. A l’Université Sorbonne Paris IV, il soutient, en 1993, sous la direction du professeur Alain Michel, une thèse de doctorat ès Lettres portant sur " La causalité historique chez Tacite : une réflexion sur la pensée historique de Tacite à travers les fondements philosophiques, psychologiques et religieux de la notion des causes ",.
De 1989 à 2009, il enseigne le français en qualité de maître auxiliaire dans plusieurs lycées de l'Académie de Créteil dans la région parisienne.

## Enseignement, recherches et publications

### Enseignements universitaires

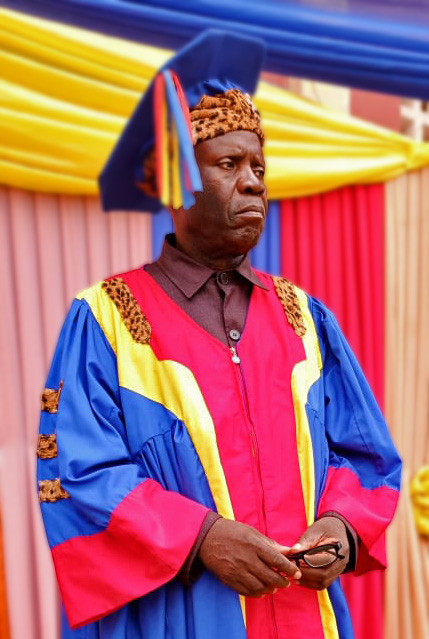
Le Recteur José Mambwini à l'Université de Matadi.

En 2012 José Mambwini Kivuila-Kiaku est nommé professeur des Lettres et de Civilisation Latines à l’Université Pédagogique Nationale (UPN) de Kinshasa en République démocratique du Congo. Puis chef du Département en 2015.
Il a publié de nombreux ouvrages et articles consacrés à l'histoire des idées politiques, philosophiques et religieuses à Rome sous la période l'Empire. Ses travaux explorent notamment les enjeux de la poétique du récit et de la représentation dans la littérature latine .
Il est en particulier un grand spécialiste de l'historien, philosophe et sénateur romain Tacite (né en 58 et mort vers 120 ap. J.-C.), il lui a consacré plusieurs ouvrages et publications. Outre son activité de chercheur, il enseigna la communication à l'Université Kongo de Mbanza-Ngungu, dans la province du Kongo Central de 2013 à 2017.
En 2022, il est nommé Recteur de l’Université de Matadi (UNIMAT) jusqu’à ce jour .

### Directeur de collections
Depuis 2019, José Mambwini Kivuila-Kiaku dirige la collection « Africa Latina » aux éditions L'Harmattan à Paris . Cette collection constitue un véritable pont de la latinitas et de l'humanitas entre l'Afrique et l'Occident. Elle publie des études et des travaux universitaires inédits de haute facture scientifique sur la littérature antique grecque et latine  rédigés par des universitaires africains ou en collaboration avec leurs homologues des autres continents .
Il est à la tête de la Revue Africaine des Études Latines (RAEL), une plateforme consacrée aux études latines en Afrique,. Elles sont publiées en partenariat avec l’unité mixte de recherche Ausonius (UMR 5607), placée sous la tutelle du CNRS et de l’Université Bordeaux Montaigne .
Il a également fondé le Centre d'Étude et de Recherches sur l'Antiquité Classique (CERAC)  à Kinshasa, où il coordonne une équipe consacrée à l'étude de la littérature, de la poétique et de la représentation dans la littérature latine.

## Principaux engagements

### Activités pour sa province du Kongo Central

#### Confessions et réflexions politiques
Dans son ouvrage « Le combat d'un Congolais en exil »(2011), José Mambwini Kivuila-Kiaku confie qu'en dépit de son doctorat de la Sorbonne, il s’est senti rejeté en tant qu'intellectuel par le milieu universitaire qui l'a pourtant formé. En 2012, déterminé à contribuer au développement de son pays, il retourne avec courage en République Démocratique du Congo. Pourtant, dans la capitale à Kinshasa, il est perçu comme un étranger par ses propres compatriotes. Cette expérience le conduit à écrire « La Désillusion d'un Congolais rentré d'exil »(2016), où il décrit son dépaysement total, tant son quotidien a été marqué par des désillusions.
Dans "Les confidences d'un député provincial du Kongo Central"  José Mambwini Kivuila-Kiaku  dévoile comment la puissance de l'argent et les mots d'ordre de certaines officines politiques des partis au pouvoir empoisonnent la vie parlementaire sans pour autant réussir à entamer la conscience du peuple au Kongo Central, représenté par une frange des députés provinciaux responsables. Puis en 2020, dans « Chronique de la plus grave crise politico-institutionnelle au Kongo central » , il raconte, sous la forme d’un récit, l'histoire de la plus grave crise politico-institutionnelle qu'ait connue la province du Kongo Central, depuis l'affaire Mimigate qui a secoué l'exécutif provincial. Il dénonce la corruption et l'implication d'hommes véreux.
Son séjour en France a insufflé à José Mambwini Kivuila-Kiaku un véritable élan entrepreneurial et un sens aigu de l'efficacité, qu'il a rapidement mis au service des populations rurales de Mbanza-Ngungu, dans sa province natale du Kongo Central.

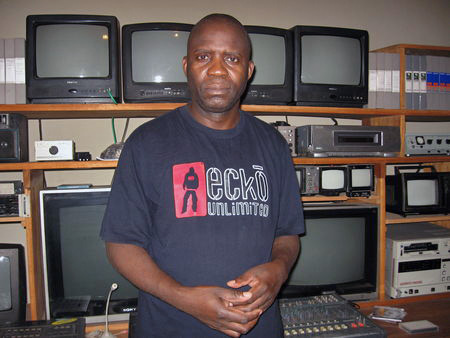
Studio de Network TV

#### Principales actions
En 2011, il crée GKV Network Television à Mbanza-Ngungu, la toute première chaîne éducative et communautaire à diffusion hertzienne de la RDC  Son ambition ne s'arrête pas là ; en 2015, il franchit une nouvelle étape en lançant la radio communautaire GKV FM de Gombe-Matadi, puis en 2022 la radio communautaire GKV FM de Zongo SNEL . Ces médias proposent aux populations du territoire de Mbanza-Ngungu au Kongo-Central un accès à l'information, à la culture et à l'éducation.
Il préside l’association Solidarité France Congo (SOFRACO) qui s’occupe de la réinsertion éducative des jeunes désœuvrés et de la réinsertion sociale des filles-mères dans la province du Congo Central .

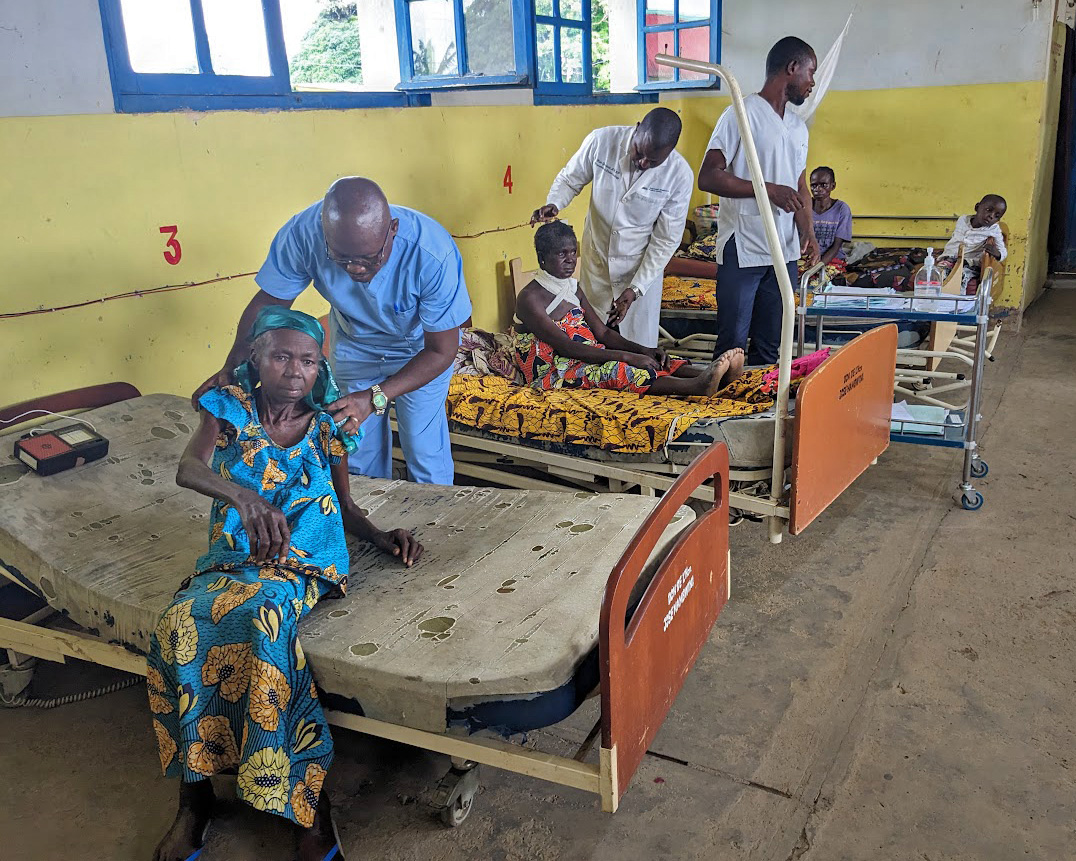
Hôpital de Gombe-Matadi

Face à la situation dramatique de l’hôpital de brousse à Gombe-Matadi, un véritable mouroir où les femmes accouchaient à même le sol ; il lance en 2017, avec le producteur Claude Richardet, une opération humanitaire pour récupérer en France des lits médicaux destinés à la casse. Pour financer le coût du transport des lits de la commune de Neuville-les-Dames en France jusqu'au port de Matadi en RDC, une collecte de fonds sur internet a été lancée. Les dons ont permis d'agrandir l'hôpital et de sauver de nombreuses vies,.

### Mandats politiques

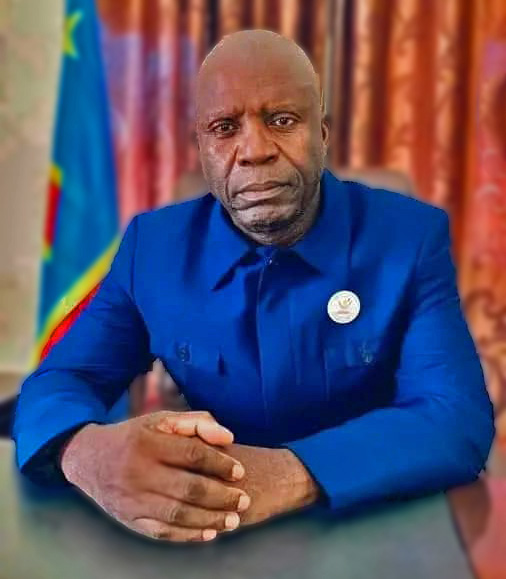
José Mambwini, directeur géneral de l'ADRKC

José Mambwini Kivuila-Kiaku est élu député du territoire de Mbanza-Ngungu dans la province du Kongo Central (2018 à 2022) sous les couleurs du parti politique de l’Alliance des Bâtisseurs du Kongo (ABAKO) .
Guy Bandu Ndungidi, alors gouverneur du Kongo Central, le nomme directeur général de l’Agence de Développement en Milieu Rural du Kongo Central (ADRKC) de 2022 à 2024. L’ADRKC est un établissement public à caractère scientifique et technique chargé de soutenir les programmes provinciaux de développement rural.

## Publications scientifiques

### Ouvrages
- 2025 : La peur et ses représentations dans les Annales de Tacite. Paris, L’Harmattan, 336 p.
- 2025 : V.Y. Mudimbe et moi : la latinitas au cœur d’une amitié. Paris, L’Harmattan, collection Africa Latina, 194 p.
- 2024 : La peur dans les annales de Tacite, anatomie d’une société en crise. Paris, L’Harmattan, 336 p.
- 2024 : Récit et espace dans Les métamorphoses d’Apulée. Une étude narratologique. Paris, L’Harmattan, 238 p.
- 2023 : Tacite, l'histoire et les forces transcendantes. Étude commentée de quatre sententiae (Africa Latina, Paris, l’Harmattan, 176 p.
- 2020 : Chronique de la plus grave crise politico-institutionnelle au Kongo central. De l'affaire Mimigate à l'élection du gouverneur Guy Bandu. Paris, L’Harmattan, 390 p.
- 2019 : L’écriture de l’Histoire chez Tacite. Esthétique, Rhétorique et Philosophie (Hommage au professeur Alain Michel). Paris, L’Harmattan, 334 p.
- 2019 : Les confidences d’un député provincial du Kongo Central. Les missions d'un député provincial. Paris, L’Harmattan, 232 p.
- 2018 : L’éloquence cicéronienne dans le Pro Archia. Avec Daddy Mpadi Lumbika. Étude littéraire approfondie d’un discours atypique. Paris, L’Harmattan, 244 p.
- 2018 : La conception de l’Histoire à Rome chez Salluste, Tite-Live et Tacite. Étude littéraire de quelques préfaces. Paris, L’Harmattan, 198 p.
- 2017 : L’Afrique vue par les romains. Avec Jean-Baptiste Nsuka Nkoko. Les écrits de Salluste et de Lucain. Paris, L’Harmattan, 170 p.
- 2016 : La poétique de l’espace dans les opera minora de Tacite. Paris, L’Harmattan, 206 p.
- 2016 : La représentation de l’espace dans l’Eneide VI de Virgile. Paris, L’Harmattan, 130 p.
- 2016 : La Désillusion d’un Congolais rentré d’exil, (Roman). Saint-Denis (France), Edilivre, 224 p.
- 2011 : Le combat d’un Congolais en exil. Réveils douloureux (Roman), Paris, L’Harmattan, 192 p.

### Travaux universitaires
- 1993 : La causalité historique chez Tacite. Réflexions sur la pensée historique de Tacite à travers les fondements philosophiques, psychologiques et religieux de la notion de causes. Thèse de doctorat, sous la direction du professeur Alain Michel, Université Paris-Sorbonne, ANRT (Univ. De Lille), 544 p. (version remaniée et condensée, 351 p.)
- 1989 : Tacite et la dissimulation chez Tibère dans les Annales. Une contribution à l’étude psychologique et politique de la personnalité de Tibère. Mémoire de D.E.A, sous la direction du professeur Alain Michel, Université Paris-Sorbonne, 46 p.
- 1981 : La personnalité de l’Empereur Tibère dans l’œuvre de Tacite. Ab Excessu divi Augusti Annales, libri I-VI. Mémoire de licence, sous la direction du professeur Kishiba Fitula Guilbert, Université Nationale du Zaïre, Campus de Lubumbashi (inédit), 154 p.
- 1979 : Étude des personnages masculins d’après les jugements de Tacite dans les Annales. Livres IV-VI, mémoire de licence), sous la direction du professeur Guilbert, Université Nationale du Zaïre, Campus de Lubumbashi (inédit), 32 p.